# Brau und Brunnen
Brau und Brunnen AG var en tysk dryckeskoncern med huvudkontor i Dortmund och ett stort antal bryggerier och vattenkällor. 2004 köptes företaget av Oetker-gruppen och blev en del av Radeberger Gruppe. 
Brau und Brunnen skapades 1972 genom sammanslagningen av Schultheiss-Brauerei i Berlin och Dortmunder Union-Brauerei i Dortmund. Fram till 1988 hette företaget Dortmunder Union-Schultheiss Brauerei AG. Brau und Brunnen var fram till 1990-talet Tysklands största dryckeskoncern. Ekonomiska problem gjorde att företaget tappade sin tätposition samtidigt som konkurrensen blev hårdare när nya konkurrerande koncerner skapades.  